# کامدجی

کامدجی شهری در شهرستان کودوگو در استان بولکیمده در بورکینافاسوی غربی مرکزی است جمعیت آن ۱۷۱۴ نفر است.